# آفتاب (وبگاه)
آفتاب‌نیوز، یک وبگاه خبری ایرانی است که در سال ۱۳۸۳ افتتاح شد. خط مشی آفتاب‌نیوز بر اساس صداقت، آگاهی و گرایش به اعتدال‌گرایی است. آفتاب‌نیوز را می‌توان به نوعی یک خبرگزاری هم دانست. آفتاب‌نیوز از وبسایت‌های نزدیک به حزب اعتدال و توسعه است. این پایگاه خبری در طول فعالیت خود سه بار فیلتر شد. غلامعلی دهقان، مدیر مسئول سابق آفتاب‌نیوز در بهمن ماه ۱۳۸۹ بازداشت شد و بعد از چند روز آزاد شد. در حال حاضر صاحب امتیاز این پایگاه خبری، کیومرث افشاریان، خبرنگار و عکاس خبری آفتاب نیوز و رسانه‌های دیگر کشور است.